# دوفصلنامه موسیقی ماهور
دوفصلنامه موسیقی ماهور دوره‌ی دوم شماره‌‌ی یک، ماهور دوره‌ی دومِ فصلنامه‌ی موسیقی ماهور نشریه‌ای در زمینه‌ی موسیقی‌شناسی بومی و قوم‌موسیقی‌شناسی است که بر پژوهش درباره‌ی پدیده‌های موسیقاییِ کلاسیک، مردمی و مردم‌پسند، همچنین گونه‌های رقص، در جهانِ ایرانی و فرهنگ‌های همسایه یا نزدیک، از سویه‌های موسیقی‌شناختی، قوم‌موسیقی‌شناختی، تاریخی، مردم‌شناختی، اجتماعی، سازشناختی، زیباشناختی، نشانه‌شناختی، معناشناختی و یا هر جنبه‌ی علمیِ دیگر، تمرکز دارد. صاحب امتیاز این نشریه موسسه فرهنگی-هنری ماهور به مدیر مسوولی سید محمد موسوی ماهور است و هر شش ماه یکبار منتشر می شود.

## تاریخچه
```
شماره ۱ دوفصلنامه موسیقی ماهور در نیمه اول سال ۱۴۰۳ منتشر شده است
[
۱
]
.
```

## ویراستاری
```
مدیر مسئول فصلنامه 
سید محمد موسوی ماهور
، سردبیر آن 
آرش محافظ
 و مشاور علمی و ادبی 
ساسان فاطمی
[
۱
]
.
```